# Bodegisel
Bodegisel také Bodygisil (6. století - 585 až 588) byl franský vévoda ve službách krále Chilpericha I. a Childeberta II.
Byl otcem Mummolina, vévody ze Soissons a podle Christiana Settipana patrně i majordoma královského paláce. Bodegisel byl vévodou v Provence. V písních ho oslavoval jeho současník a básník Venantius Fortunatus, který chválil jeho vzdělanost a výmluvnost, kterou projevoval coby rektor v Marseille za vlády Sigeberta I. Funkci rektora zastával až do roku 565.
V roce 583 se Rigunda, dcera Chilpericha I. zasnoubila s Rekkaredem, nejstarším synem Leovigilda, krále Vizigotů a tak ji následující rok 584 Bodegisel doprovázel do Španělska, kde mělo dojít k uzavření manželství. Během cesty král Chilperich zemřel a tak sňatek byl zrušen. Po návratu byl Bodegisel jménem Childeberta II. jako vyslanec poslán do Konstantinopole. Na zpáteční cestě se zastavil v Kartágu, kde byl zavražděn tak, že byl davem roztrhán na kusy. Alexander Callander Murray parafrázující slova Řehoře z Tours napsal, že byl zasažen mečem, když vyšel z domu, před nímž se v reakci na vraždu obchodníka spáchanou jedním z jeho služebníků shromáždil rozezlený dav.
Biskup, historik a současník Řehoř z Tours zaznamenal, že Bodegisel předal svůj majetek svým dědicům. Tato informace však neuvádí jeho dědice a především nedokazuje, že byl otcem Arnulfa z Met.
Dochované zdroje o Bodegiselovi jsou rozporuplné a proto je někdy ztotožňován s vévodou Bobem. Podle historiků Hanse-Waltera Herrmanna a Ulricha Nonna záměna mezi Bodegiselem a vévodou jménem Bobo vedla k pololegendárnímu vévodovi Boggisovi, který se objevuje ve zdrojích v 9. století. Bobo byl členem slavné austrasijské rodiny a synovcem jáhna Adalgisela Grima, kde se nacházelo jeho vévodství, však není známo.
Podle Vita sanctae Odae viduae ze 13. století byla Chrodoara provdána za jistého vévodu Boggise a po jeho smrti se stala jeptiškou. Podle Herrmanna a Nonna mohla právě Chrodoara být manželkou Bodegisela. V 11. století Sigeberta z Gembloux popsal Boggise jako vévodu z Akvitánie, přičemž jako dobu jeho působení uvedl rok 711. Dílo Vita Landberti episcopi Traiectensis se zmiňuje o „Chrodoaře... vdově po nedávno zesnulém Boggisovi, vévodovi z Akvitánie“ a také o „otcovské tetě“ Lamberta z Maastrichtu. Falešná listina Charte d'Alaon, krále Karla II. Holého z 30. ledna 845 udává informace o Bodegiselovi či Boggisovi s chybnou genealogii, přičemž mylně tvrdí, že byl synem krále Chariberta II.